# Fahne von Samara

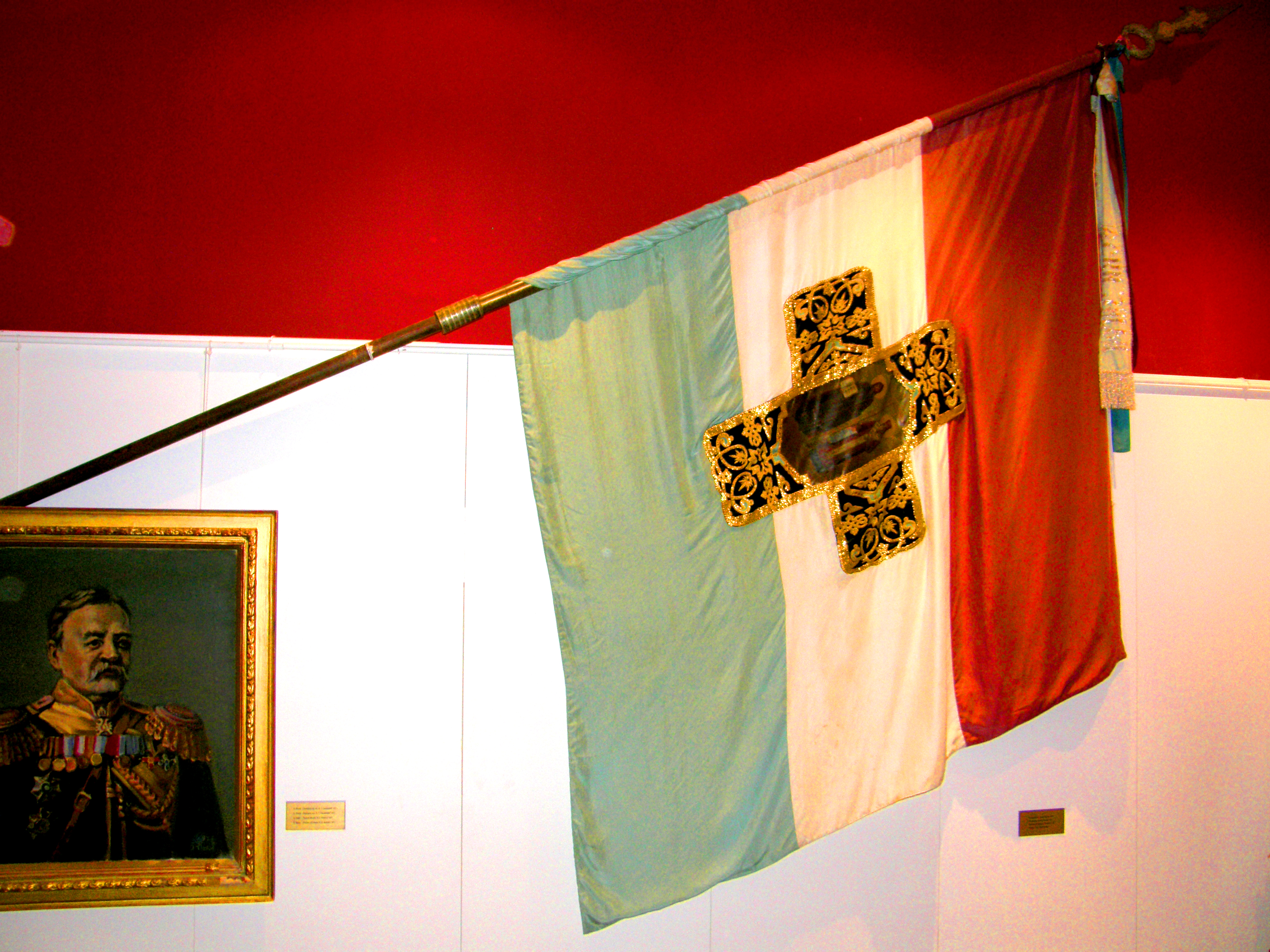
Die Fahne von Samara ist im Denkmal von Schipka ausgestellt.

Die Fahne von Samara (bulgarisch Самарско знаме; russisch Самарское знамя) ist eine bulgarische Standarte und ein Nationalheiligtum. Sie ist eines der wichtigsten militärischen Symbole der Bulgarischen Armee. Sie wurde von Nonnen aus der Stadt Samara, Russland, auf Initiative des Generalgouverneurs der russischen Stadt, Pjotr Wladimirowitsch Alabin, im Jahr 1876  genäht.
Die Fahne wurde am 18. Mai 1877, vor der Ausrufung des Russisch-Osmanischen Krieges (1877–1878), vom späteren Oberbefehlshaber Nikolai Nikolajewitsch Romanow der bulgarischen Miliz in der Stadt Ploiești feierlich überreicht. In Bulgarien ist sie, weil dieser Krieg zur Gründung eines eigenen bulgarischen Staates führte, als Flagge der Freiheit bekannt.
Sie ist die einzige Flagge in der Geschichte Bulgariens, die mit dem Militärorden für Tapferkeit ausgezeichnet wurde. Auf der einen Seite ist die Gottesmutter von der Pforte gestickt, auf der anderen die Heiligen Kyrill und Method. Die Fahne war ursprünglich für die Teilnehmer am Aprilaufstand bestimmt. Dass sie in Samara hergestellt wurde, kommt nicht von ungefähr. Die Stadt lag einst im Gebiet der Wolgabulgaren und die Basilius-Kathedrale wurde zu Ehren der Eroberung Kasans errichtet. Die russisch-bulgarischen kulturell-zivilisatorischen Bindungen sind sehr alt.